# 斯里蘭卡農業部
农业部 （僧伽羅語：  ) 是斯里兰卡中央政府负责农业的一個政府部門，歷史可以追溯到1931年。该部负责制定和实施有关該國的農業政策。 斯里蘭卡农业部长也是斯里兰卡内阁的成员。